# Ophiusa finifascia
Ophiusa finifascia  là một loài bướm đêm thuộc họ Erebidae. Loài này có ở Châu Phi, bao gồm Nam Phi và Comoros.

## Hình ảnh

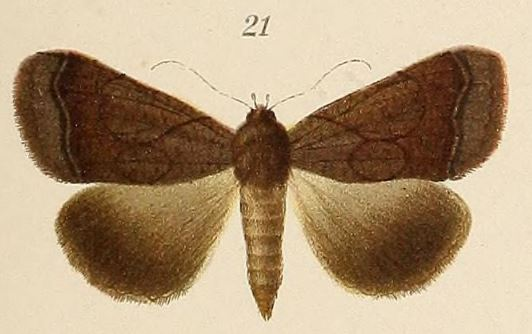